# Лісне (Феодосійський район)
Лісне́ (до 1948 року — Суук-Су, Сувук-Сув, крим. Suvuq Suv) — село в Україні, у складі Феодосійського району Автономної Республіки Крим.
Неподалік — гори Чатал-Кая І і Чатал-Кая ІІ.

## Населення

### Мова
Розподіл населення за рідною мовою за даними перепису 2001 року:
| Мова                | Відсоток |
| ------------------- | -------- |
| російська           | 54,05 %  |
| кримськотатарська   | 24,79 %  |
| українська          | 19,45 %  |
| інші/не визначилися | 1,71 %   |

## Видатні особистості
В селі народився Андрій Якович Фабр — російський державний діяч, майбутній цивільний губернатор Катеринославської губернії.